# Porthleven
Porthleven – miasto w Anglii w Kornwalii, położone w pobliżu Helston na półwyspie Lizard nad zatoką Mount’s Bay. Jest najbardziej wysuniętym na południe portem Wielkiej Brytanii. W 2001 roku miasto zamieszkiwało 3190 osób.

## Historia
Do XVIII w. Porthleven był małą wsią, której mieszkańcy zajmowali się rybołówstwem i kopalnictwem cyny. Po kilku tragediach morskich, a w szczególności po rozbiciu się statku HMS Anson w The Loe w r. 1807, parlament uchwalił akt, na mocy którego miano zbudować bezpieczny port w Porthleven. Budowa stoczni trwała 14 lat i ukończona została w 1825 r.